# Тернопольский энциклопедический словарь
Терно́польский Энциклопедический Словарь (укр. Тернопільський енциклопедичний словник) — региональная энциклопедия, содержащая сведения об истории, географии, культуре, экономике и административном устройстве Тернополя и Тернопольской области.

## История создания
Как отмечается в предисловии к первому тому энциклопедии, ТЕС создавался по образцу Энциклопедии современной Украины, с редакционной коллегией которой отдельные авторы тесно сотрудничают.

## Тома
- Том 1 — «А—Й» — 2004. — 696 с.
- Том 2 — «К—О» — 2005. — 706 с.
- Том 3 — «П—Я» — 2008. — 708 с.
- Том 4 (дополнительный) — 2010. — 788 с. (из них 771 стр. содержит более 5500 статей, остальные являются дополнениями и уточнениями к предыдущим изданиям словаря)[1].

## Редакционно-издательская группа
- Петр Гуцал (1-й том)
- Ирина Демьянова
- Анна Ивахив (3-й том)
- Богдан Мельничук
- Кристина Мельничук (1-й, 2-й том)
- Оксана Острожинский (3-й том)
- Богдан Петраш (3-й том)
- Виктор Униатов
- Владимир Фроленков (2-й том)
- Ирина Федечка (2-й, 3-й том)
- Лариса Щербак